# Mats Wester
Mats Olov Wester, född 1 september 1964 i Botkyrka församling, Stockholms län, är en svensk musiker och riksspelman (nyckelharpa). Tillsammans med sångaren Håkan Hemlin utgör han bandet Nordman. Under Nordmans långa uppehåll bildade han en annan grupp med namnet Rå tillsammans med Py Bäckman (texter) och Eleonor Ågeryd (sång).
Wester har även skrivit en låt till gruppen Garmarna, "En gång ska han gråta", med text av Py Bäckman. Låten deltog i Melodifestivalen 1997. Med Nordman har han deltagit i Melodifestivalen även 2005 och 2008 och bandet gick till final båda gångerna.
Mats Wester har spelat med Eric Bazilian från The Hooters och tillsammans gav de ut skivan "What Shall Become of the Baby" 2012.
I juli 2012 spelade Wester med gitarristen och sångaren Joe Bonamassa i Operahuset i Wien.

## Diskografi
- 1991 – Take off a classical fantasy. Tillsammans med Mikael Nordfors.[5]
- 1992 – Authentic Scandinavia 3. Tillsammans med Olov Johansson och Inge Henriksson.[6]